# Kleiner Halken 1–4 (Aschersleben)

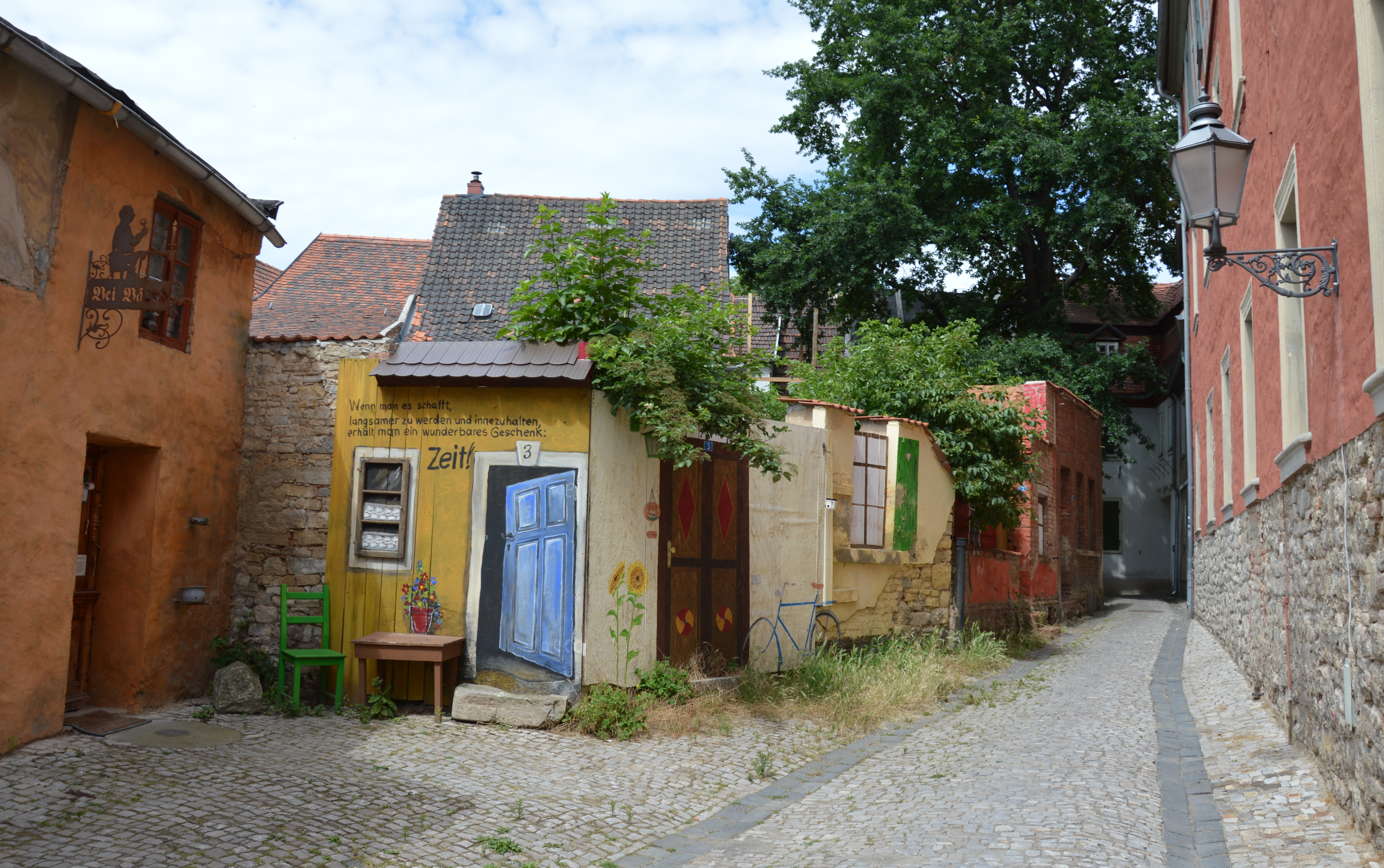
Kleiner Halken, Blick von Osten

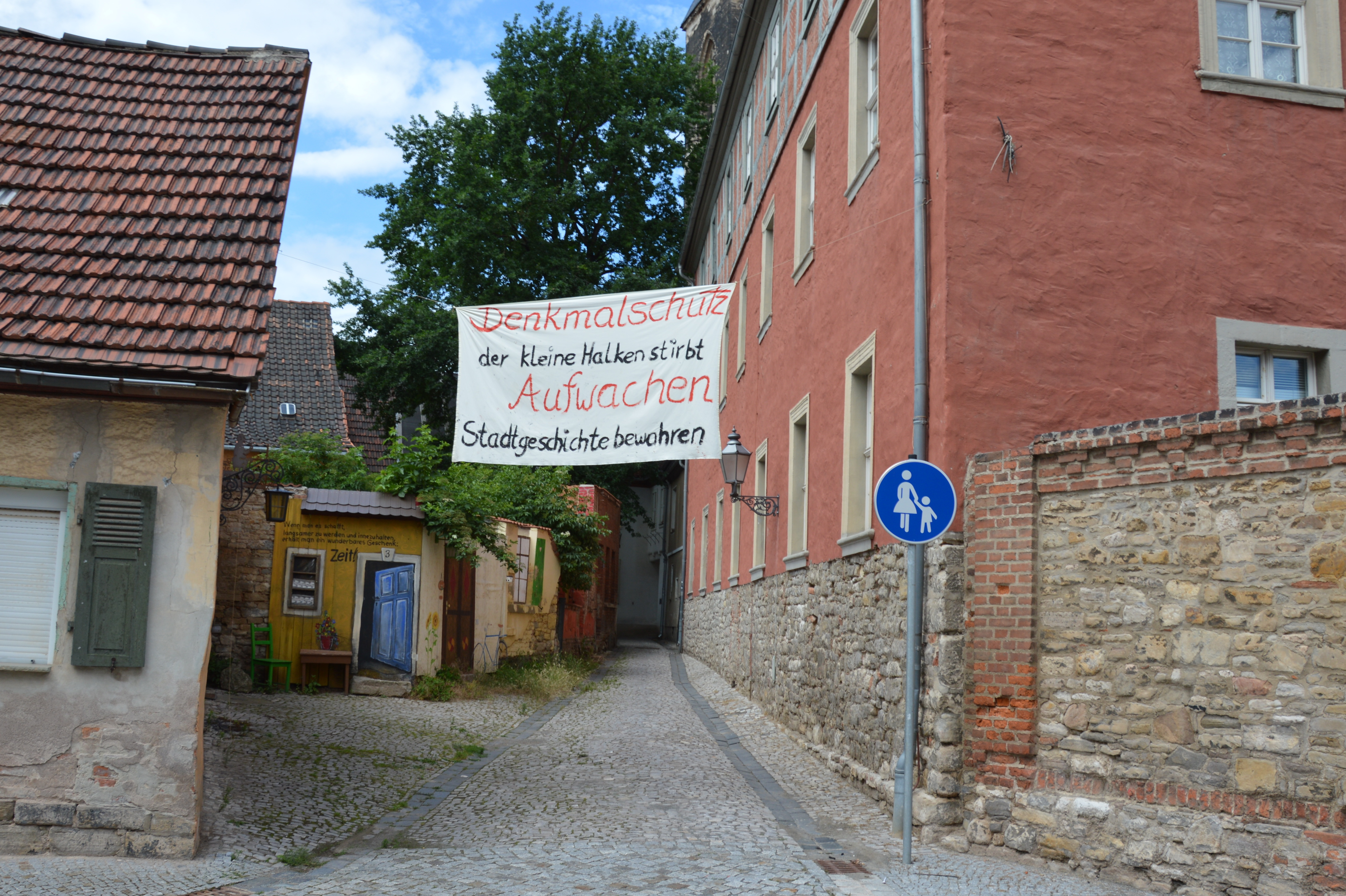
Kleiner Halken mit Transparent für Denkmalschutz, 2016

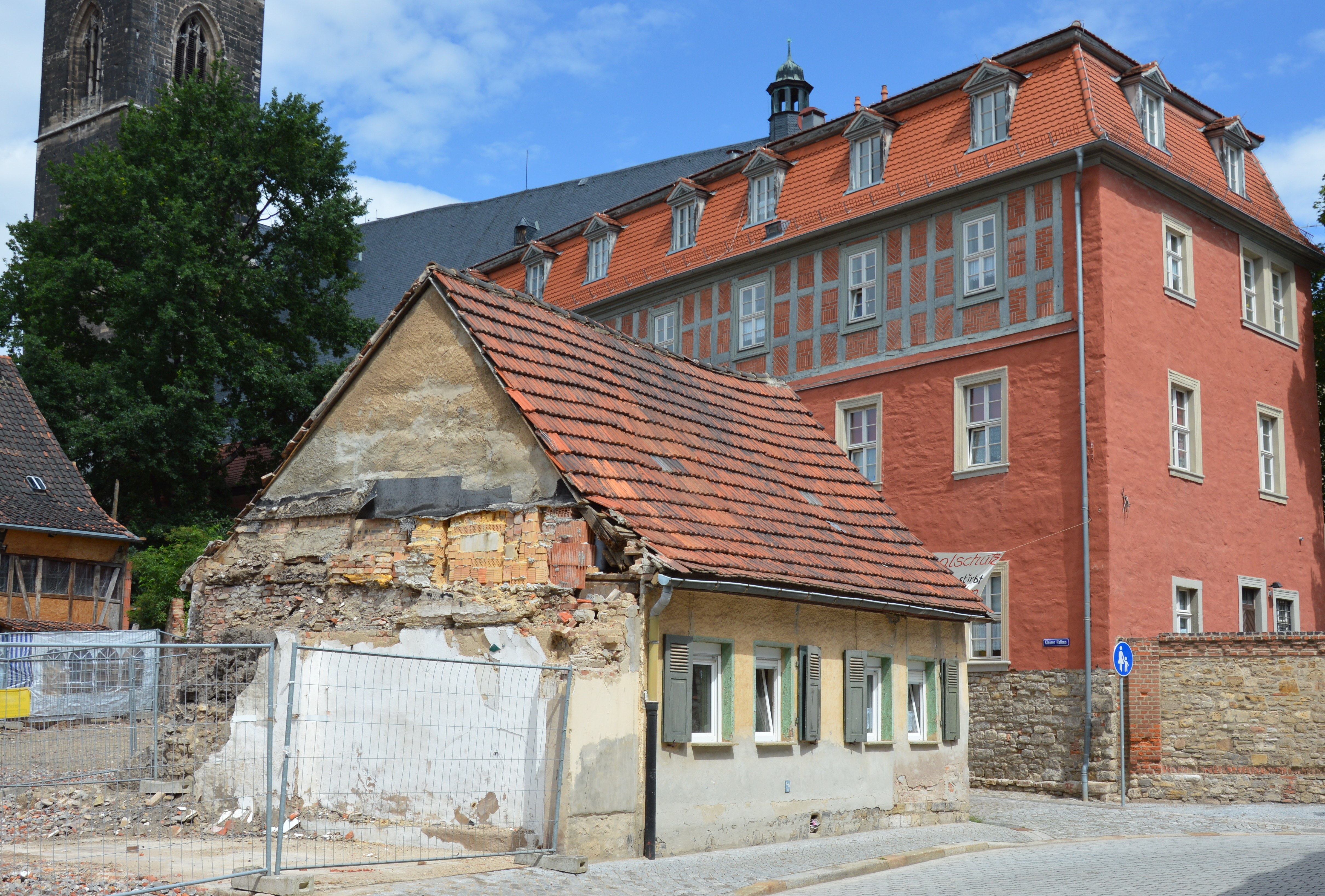
Gebäude Kleiner Halken 4, Blick von Südosten, 2016

Kleiner Halken 1–4 ist die im örtlichen Denkmalverzeichnis eingetragene Bezeichnung für einen ehemaligen Denkmalbereich in Aschersleben in Sachsen-Anhalt.

## Lage
Er befand sich im südlichen Teil der Ascherslebener Innenstadt, südlich der Sankt-Stephani-Kirche zwischen dem westlich gelegenen Großen Halken und der verlaufenden Fleischhauerstraße. Im Denkmalbereich sind die Häuser Kleiner Halken 2 und 3 darüber hinaus auch noch als Einzeldenkmale ausgewiesen.

## Geschichte und Architektur
Der Name Halken geht auf Hallechen genannte kleine Markthallen bzw. Verkaufsstände zurück, die im 13. Jahrhundert südlich der Sankt-Stephani-Kirche entstanden waren. Die dabei entstandenen festen Buden wurden zu Häusern umgebaut und später erweitert. Es entstand so das sehr kleinteilige städtische Quartier. Vor allem kleine Handwerker betrieben in der Gasse ihre Geschäfte.
Die kurze schmale Gasse Kleiner Halken verläuft in West-Ost-Richtung. Auf ihrer nördlichen Seite wird sie von der Rückseite des Alten Stephaneum begrenzt. Die eigentlichen Häuser der Gasse liegen auf ihrer Südseite. Es handelt sich um ein- bis zweigeschossige Putzbauten, die in der Zeit vom 17. bis 19. Jahrhundert entstanden. Zum Denkmalbereich gehört auch das Kopfsteinpflaster der Gasse.
In der Zeit nach 1990 standen einige der Gebäude leer. Die sanierungsbedürftige Bausubstanz verschlechterte sich weiter. Heute (Stand 2016) sind von den Häusern Halken 1, 2 und 3 nur noch geringe Reste erhalten, was zu einer Beeinträchtigung des Denkmalensembles führt. Nur noch das Eckgebäude zur Fleischhauerstraße, Kleiner Halken 4, ist vollständig erhalten und in Nutzung. Durch Abrisse von Gebäuden südlich des Kleinen Halken 4 entlang der Fleischhauerstraße steht es auf der Südseite derzeit (Stand 2016) frei. Eine örtliche Bürgerinitiative setzt sich für den Erhalt des Kleinen Halkens ein.
Im örtlichen Denkmalverzeichnis war der Straßenzug unter der Erfassungsnummer 094 80501 als Denkmalbereich verzeichnet. Nach dem Abriss der Häuser Nummer 1, 2 und 3 wurde der Denkmalbereich im Jahr 2017 dann jedoch aus dem Denkmalverzeichnis gelöscht.